# أيوب ممادوف
أيوب علي أغا أغلو ممادوف (بالأذرية: Əyyub Məmmədov) – الرسام الأذربيجاني، الفنان المكرم اتحاد جمهورية أذربيجان الاشتراكية السوفيتية، عضو في اتحاد الفنانين في الاشتراكية السوفيتية. (1946).

## حياته ومشواره المهنية
ولد أيوب ممادوف في مدينة باكو في 24 يناير عام 1921. إلتحق بمدرسة الفنون إسمه عزيم عزيمزاده في 1936 وتخرج منها 1941. تم تعيين أيوب ممادوف مدرسا في نفس المدرسة في بعد دراسته.
بين 1942-1945 إثناء الحرب العالمية الثانية شارك أيوب ممادوف من دفاع قوقاز إلى برلين.
تم قبوله اتحاد الفنانين في الاشتراكية السوفيتية في 1946.
من 1965 إلى 1975 كان مديرا في المدرسة الفنون إسمه عزيم عزيمزاده.
توفي أيوب مامادوف في 27 أغسطس 1994 في باكو.

## جوائز
- وسام الحرب الوطنية
- وسام شارة الشرف
- ميدالية "دفاع القوقاز"